# إيباتوفو (مدينة)
إيباتوفو (الروسية: Ипатово) هي إحدى مدن روسيا في الكيان الفدرالي الروسي ستافروبول كراي.

## أعلام
- إيفان خومخا